# 캐슈먼 필드
캐슈먼 필드(Cashman Field)는 미국 네바다주 라스베이거스에 위치한 축구 경기장으로 과거에는 메이저 리그 베이스볼 오클랜드 애슬레틱스, 퍼시픽 코스트 리그 라스베이거스 애비에이터스, XFL 베이거스 바이퍼스의 홈 구장으로 사용되었으며 현재는 USL 챔피언십 라스베이거스 라이츠만 이 경기장을 홈 구장으로 사용하고 있다.